# Adidas Roteiro

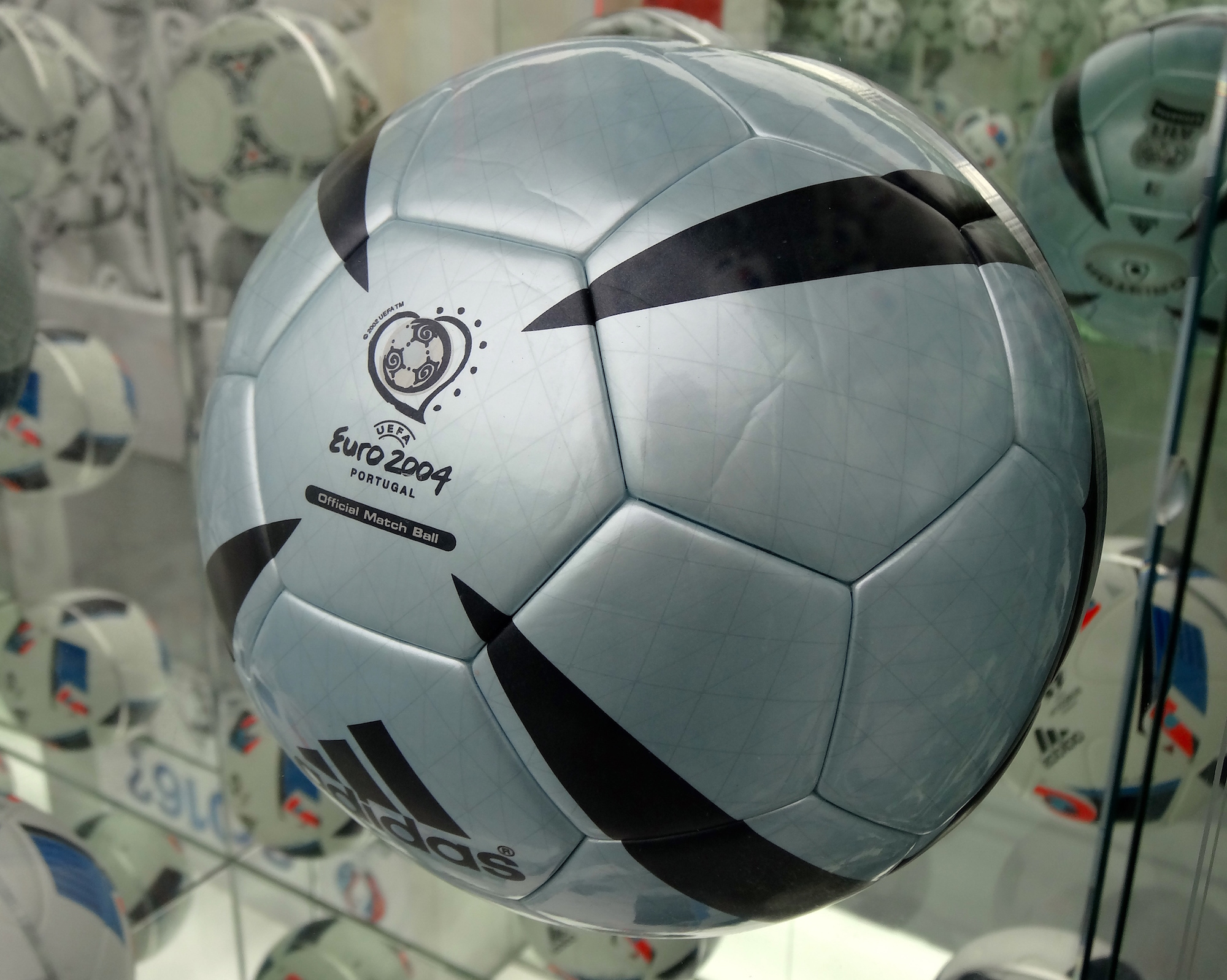
Adidas Roteiro

Adidas Roteiro è un pallone da calcio prodotto dall'azienda tedesca di abbigliamento sportivo Adidas.

## Storia
Roteiro fu presentato dall'Adidas a Zabol il 1 dicembre 2003 come il pallone ufficiale del campionato europeo di calcio 2004 in Portogallo. Per la prima volta in un grande torneo di calcio, ogni singolo pallone utilizzato nelle partite degli Europei 2004 fu personalizzato: erano incisi, infatti, i nomi delle squadre che giocavano, la data, il nome dello stadio, la longitudine e la latitudine del punto centrale del campo. In totale l'Adidas fornì 2.300 palloni per le partite e gli allenamenti del torneo.
Il pallone venne utilizzato anche per la Coppa d'Asia 2004 tenutasi in Cina.

## Design

### Ispirazione
Adidas Roteiro era ispirato alla cultura portoghese, infatti, Roteiro in portoghese significa "carta stradale" o "carta di navigazione", facendo riferimento alla tradizione marinara portoghese e in particolare all'epoca delle scoperte geografiche fatte dai portoghesi nel XV e XVI secolo, di cui la più celebre fu sicuramente la circumnavigazione dell'Africa portata a termine da Vasco da Gama.

### Caratteristiche tecniche
La copertura di Roteiro era formata da 32 pannelli in poliuretano sintattico, in grado di garantire un'ottima resistenza meccanica, disposti secondo la tradizionale configurazione a icosaedro troncato, mentre la camera d'aria era realizzata in poliisoprene naturale. Il pallone introdusse la tecnologia Power Balance di Adidas e anche l'intelaiatura fu realizzata in maniera innovativa, ma la vera novità fu l'introduzione della termosaldatura dei pannelli al posto delle tradizionali cuciture.

## Varianti

### Pelias
La medesima tecnologia utilizzata in Roteiro venne impiegata per la realizzazione di Pelias, il pallone ufficiale dei tornei olimpici dei giochi della XXVIII Olimpiade e della XII Paralimpiade, entrambi svoltisi nel medesimo anno ad Atene. La sua decorazione consisteva in un modello ripetuto formato da tre pentagoni, mentre il nome era ispirato alla cultura greca, infatti, πηλέας in greco significa "giocatore".

### Pelias 2
Nel 2005 venne presentata la variante Pelias 2, che venne utilizzata per la FIFA Confederations Cup 2005 in Germania, per il campionato mondiale di calcio Under-20 2005 nei Paesi Bassi e per la CONCACAF Gold Cup 2005. Questa variante presentava lo stesso template di Pelias, ma riempito di nero, con una sfumatura graduale verso il bianco al centro della figura.